# Krusty Krab Training Video
«Krusty Krab Training Video» (укр. «Навчальне відео „Красті Крабс“») — 2 епізод 10 серії 3 сезону мультсеріалу «Губка Боб Квадратні Штани». Вперше вийшов у США 10 травня 2002 року на телеканалі «Nickelodeon», і 22 березня 2018 в Україні на телеканалі «ПлюсПлюс».

## Сюжет
Для кожного нового працівника Красті Крабса метою кар'єри є вміння готувати Крабову Петті власноруч. Однак, перед цим, треба вивчити всі правила ресторанної діяльності. Навчальне відео «Красті Крабс» є саме тим, що може допомогти вивчити всі правила.
1. Від скромних початків. Юджин Крабс до років війни мав око для грошей та фінансів. Це приводить до того, як збанкрутілий дім для літніх людей викуповує Крабс, і він засновує Красті Крабс.
2. «Красті Крабс» сьогодні. Завдяки технологічним проривам, зв'язані з ресторанами, новий працівник може бути пригніченим. На щастя, наш новий працівник Губка Боб, готовий. Він бажає стати працівником, а працівник Сквідвард не готовий, і нашому працівнику показують, що таким не можна бути.
3. Навчання. Новому працівнику, який не розуміє що від нього очікує клієнт, слід вивчити абревіатуру POOP (People Order Our Patties) (укр. ЛНЗП), яка допомагає працівникам.
4. Особиста гігієна. Вимоги як до чистоти, як до зовнішнього вигляду жорсткі. Однак, якщо старанно мити руки з милом, можна виходити зі спокійною душею на роботу.
5. Ваша робоча зона. Треба тримати свою зону у чистоті. І хоча Губка Боб дотримується цього, Сквідвард — ні.
6. Відносини з начальником. Ніколи не треба боятися просити підвищення, бо відповідь завжди буде однаковою. Також, треба добре розмовляти з клієнтами, бо Сквідвард не впорається
7. Надзвичайна ситуація. У разі крадіжки, особливо Шелдоном Планктоном, треба готуватися захистити Крабову Петті. Також, Сквідварду згадують згадати POOP з клієнтом.

І після цих правил, якщо їх добре вивчити, можна почати готувати Крабові Петті.